# Ponsse
Ponsse Oyj är en finsk skogsmaskintillverkare och företagskoncern med säte i Vieremä, Finland. Ponsse är också ett varumärke för koncernens olika maskiner med tilläggsbeteckningar, ofta i form av djurnamn som Buffalo, Elephant, Winsent och Gazelle m.fl. och de olika elektroniska styrsystem som används på maskinerna.
Företaget har en global täckning genom försäljningsbolag och servicecentra i ett 40-tal länder, däribland Sverige, Norge, England, USA, Ryssland, Kina och Brasilien.
Företaget tillhör idag (2009) en av de ledande i branschen vad gäller både teknik och produktionsvolym för skotare, skördare och skördaraggregat.
Företagets grundare Einari Vidgrén innehar 83% av företagets totala aktiestock.

## Produktprogram

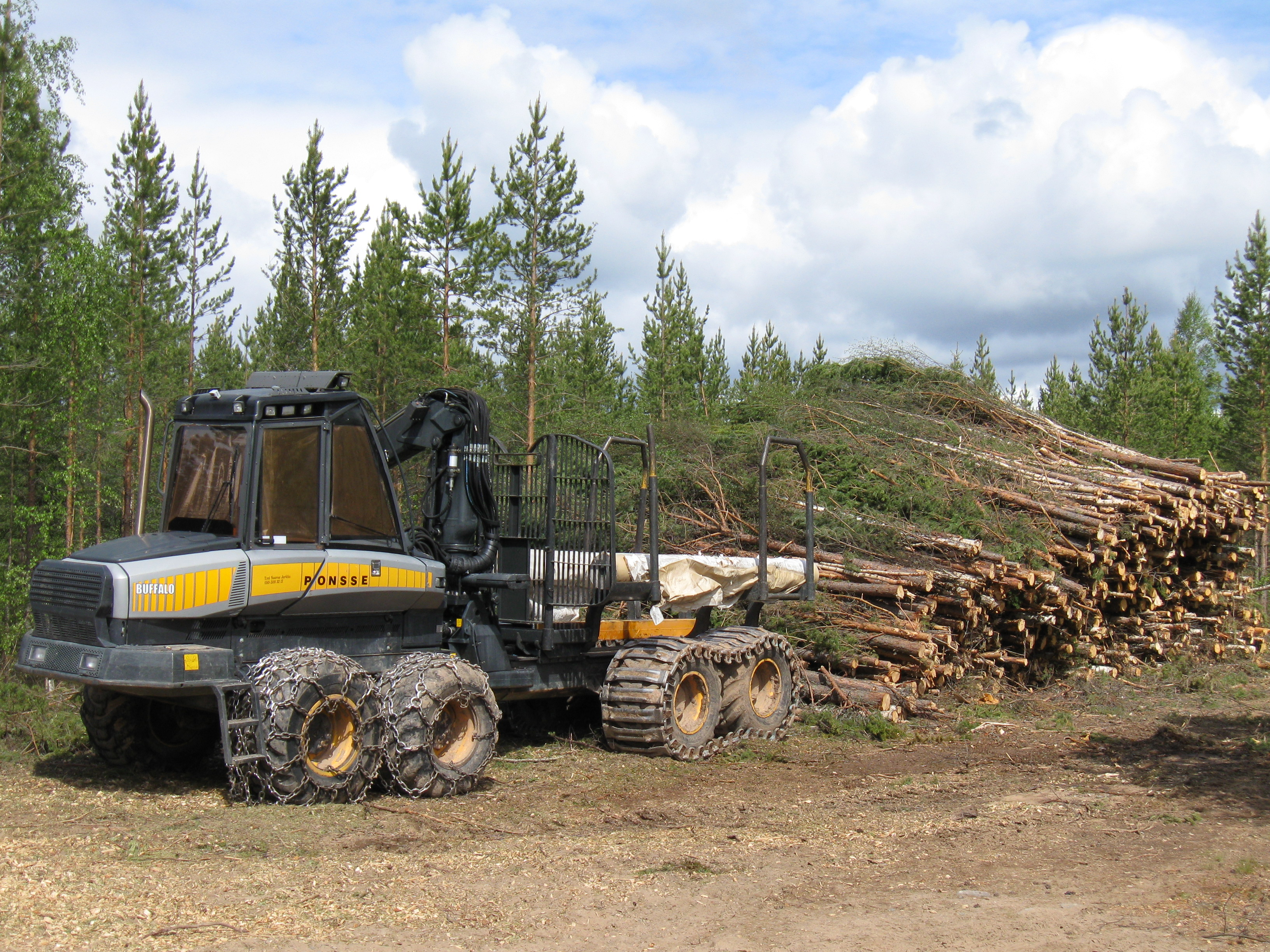
Ponsse Buffalo skotare

Företaget tillverkar både skördare, skördaraggregat, skotare samt de olika typer av kranar och elektroniska styrsystem som ingår i dessa maskiner. De elektroniska styrsystemen, som utgör en viktig del av maskinkoncepten på moderna skogsmaskiner och kräver stora utvecklingsresurser, går hos Ponsse under beteckningen Opticontrol med olika tilläggsbeteckningar som Opti 4G, Opti 15 och Opti 2 m. fl. system. Företaget tillverkar också skördarsimulatorer för snabbare utbildning av skördaroperatörer och lastvägningssystem för timmerlastbilar under varumärket Ponsse LoadOptimizer, med en egen utvecklad våg som monteras mellan kranen och timmergriparen längst ut på kranen.  

## Historia
Företaget grundades 1970 av Einari Vidgrén som började sin yrkeskarriär som skogsarbetare. Företagets stora genombrott på marknaden skedde år 1983, när skotaren Ponsse S15 introducerades. Chassiet var delvis av aluminium, vilket gjorde skotaren avsevärt lättare än många av konkurrenternas maskiner. Genom den låga vikten hade skotaren S15 lågt marktryck som gav mindre marksskador i skogen. Skotaren Ponsse S15 tillverkades ända fram till år 1988. En betydande milstolpe i Ponsses historia är även år 1986, då det första skördaraggregatet H520 för kortvirkesmetoden lanserades som lade grunden till Ponsses produktsortiment av skördare.
Namnet Ponsse, som till att börja med var namnet på företagets första skotare, har enligt företaget sitt ursprung i en populär herrelös blandrashund som på 1960-talet drev omkring i byn Vieremä där grundaren Einari Vidgrén växte upp. Om Vidgréns familj någon tid hade hand om hunden förtäljer inte historien.